# Viola ovatooblonga
Viola ovatooblonga är en violväxtart som först beskrevs av Tomitaro Makino, och fick sitt nu gällande namn av Tomitaro Makino. Viola ovatooblonga ingår i släktet violer, och familjen violväxter. Inga underarter finns listade i Catalogue of Life.